# Brasiliens armé
Brasiliens armé (portugisiska: Exército Brasileiro) är en vapengren inom Brasiliens försvarsmakt som ansvarar för att försvara landet i markoperationer och som ansvarar internt för att garantera lag, ordning och konstitutionella befogenheter. Den är tillsammans med Brasiliens flotta och Brasiliens flygvapen underställd sig Försvarsministeriet inom den federala regeringen. Militärpolisen och de militära brandkårerna utgör reserv- och hjälpstyrkor till armén. Dess operativa del kallas markstyrkorna. Det är den största armén i Sydamerika och den största av de tre vapengrenarna i Brasilien.
Uppstod som den kejserliga brasilianska armén, baserad på det Portugisiska imperiet försvarsstyrkor i Vicekungadömet Brasilien, dess två huvudsakliga erfarenheter av konventionell krigföring var det Trippelallianskriget och den Brasilianska expeditionsstyrkan, och dess traditionella rival i planeringen, fram till 1990-talet var det Argentina, men han har också många fredsbevarande operationer utomlands och interna operationer i Brasilien. Armén var direkt ansvarig för Brasilianska republikens utropande 1889 och ökade gradvis sin kapacitet för politiska åtgärder, vilket kulminerade i Brasilianska militärregeringen 1964–1985. Genom hela Brasiliens historia garanterar den central makt mot separatism och regionalism, ingriper där olösta sociala frågor blir våldsamma och fyller luckor som lämnats av andra statliga institutioner.
Förändringar i militär doktrin, personal, organisation och utrustning markerar arméns historia, med den nuvarande fasen, sedan 2010, känd som arméns transformationsprocessen. Dess närvarostrategi sträcker sig över hela det nationella territoriet, och institutionen anser sig vara den enda garantin för brasilianskhet i de mest avlägsna regionerna i landet. Det finns specialiserade styrkor i olika terränger (djungel, berg, Pantanal, Caatinga och urbana) och snabba utplaceringsstyrkor (arméflyg, specialoperationskommando och fallskärms- och flygmobilbrigader). De bepansrade och mekaniserade styrkorna, koncentrerade i söder, är de mest talrika på kontinenten, men inkluderar många fordon som närmar sig slutet av sin livscykel. Den grundläggande kombinerade vapenenheten är brigaden.
Konventionella militära organisationer utbildar korpraler och reservistsoldater genom obligatorisk militärtjänst. Det finns ett brett system av instruktion, utbildning och forskning, där Agulhas Negras Military Academy (AMAN) ansvarar för utbildning av institutionens ledande element: officerare inom infanteriet, kavalleriet, artilleriet, ingenjörtrupper och kommunikationerna, skadeståndstjänsten och ammunitionstabellen. Detta system och dess egna tjänster för hälsa, boende och religiös hjälp är mekanismer genom vilka armén, en institution som är avundsjuk på sitt förflutna och sina traditioner, försöker behålla sin distinktion från resten av samhället.

## Uppdrag
Den brasilianska armén är en av de tre singularstyrkorna som utgör de brasilianska väpnade styrkorna, tillsammans med den brasilianska flottan och det brasilianska flygvapnet, som alla, enligt artikel 142 i 1988 års konstitution, agerar för att försvara hemlandet och i garantera konstitutionella befogenheter och lag- och ordningsbefogenheter, utöver subsidiära tilldelningar som definieras av kompletterande lagar. Armén bildar nationens landstyrka, som främst agerar i dess yttre försvar, men har en hel serie interna uppdrag. Dess uttalade mål inkluderar att avskräcka yttre aggression, få framträdande plats på den internationella scenen och bidra till "hållbar utveckling och social fred".
Tidigare författningar definierade också externa och interna funktioner för Försvarsmakten. En stor arbetsbörda ägnas åt doktrin, planering, förberedelse och genomförande av lag och ordningsoperationer. Armén har en lång historia av internt försvar och statlig strukturering, försvara politiska regimer och ta itu med hot från olösta sociala frågor som har resulterat i interna konflikter. Under den republikanska perioden är den den mest politiskt mäktiga av de tre styrkorna på grund av dess tidigare positioner, dess närvaro över hela det nationella territoriet och dess största styrka.
Att täcka den nationella statens ofullständighet, fylla luckor som borde ha fyllts av andra institutioner, är en del av arméns kultur. Genom sin "närvarostrategi" upptar den demografiska tomrum och agerar som en "koloniserande armé", vare sig det är genom de militärkolonier som den etablerade på 1800-talet eller genom nuvarande gränsposter, och ser sig själv som den enda faktorn för brasilianskhet i dessa avlägsna regioner. Dotterbolagsaktierna är konstanta. Även om det möjligen går på bekostnad av förberedelserna för krig, verkar armén inom det vetenskapligt-tekniska och socioekonomiska området, utför ingenjörsarbeten, tar emot flyktingar (Operation Acolhida) och distribuerar vatten i nordost (Operation Pipa), bland många andra uppdrag.

## Förbandstyper

### Infanteri

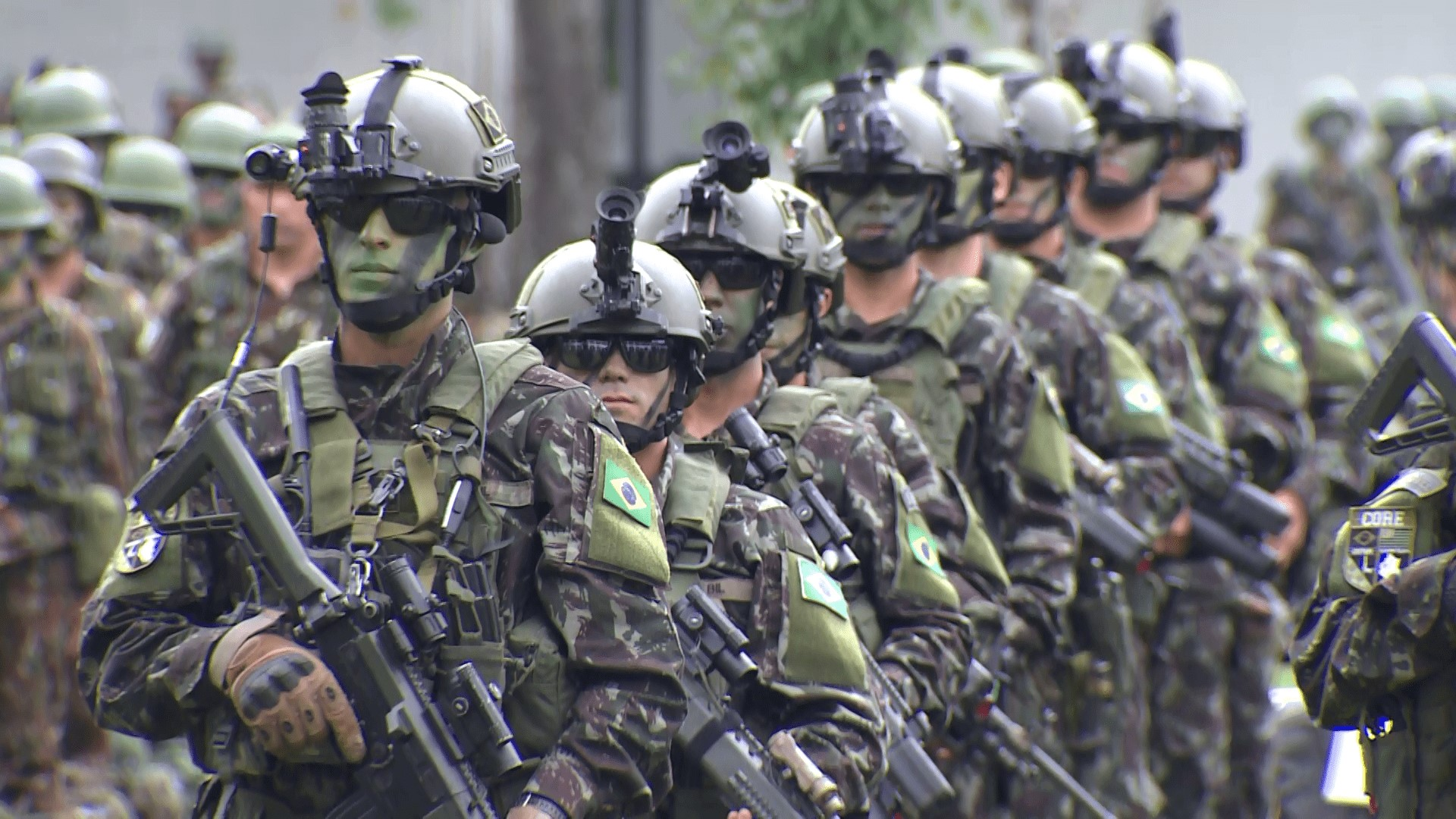
Brasilianskt infanteri.

Brasilien har tre brigader lätt infanteri (Infantaria Leve). 12:e lätta infanteribrigaden är ett flygburet specialförband som kan sättas in över hela landet och även utomlands med kort varsel. 4:e lätta infanteribrigaden är baserad i Juiz de Fora på brasilianska höglandet och är specialiserad på krigföring i bergsmiljö. 11:e lätta infanteribrigaden i Campinas är specialiserad på strid i urban miljö och har vid ett flertal tillfällen assisterat Brasiliens polis i brottsbekämpning. Ett annat specialförband är fallskärmsinfanteribrigaden (Brigada de Infantaria Paraquedista) i Rio de Janeiro. I Corumbá i västra Brasilien finns gränsinfanteribrigaden (Brigada de Infantaria de Fronteira) som är specialiserad på krigföring i våtmarksmiljö och har till uppgift att försvara gränsen mot Paraguay och Bolivia i Pantanal. I militärkommando norr och militärkommando Amazonas finns sex brigader djungelinfanteri (Infantaria de Selva) som är specialiserade på strid i tät skogsterräng och även på att upprätthålla närvaro i sådan terräng under lång tid. De övriga infanteribrigaderna är åtta motoriserade infanteribrigader (Brigada de Infantaria Motorizada). De motoriserade infanteribrigaderna har god operativ rörlighet och utgör en rörlig arméreserv.

### Pansartrupper

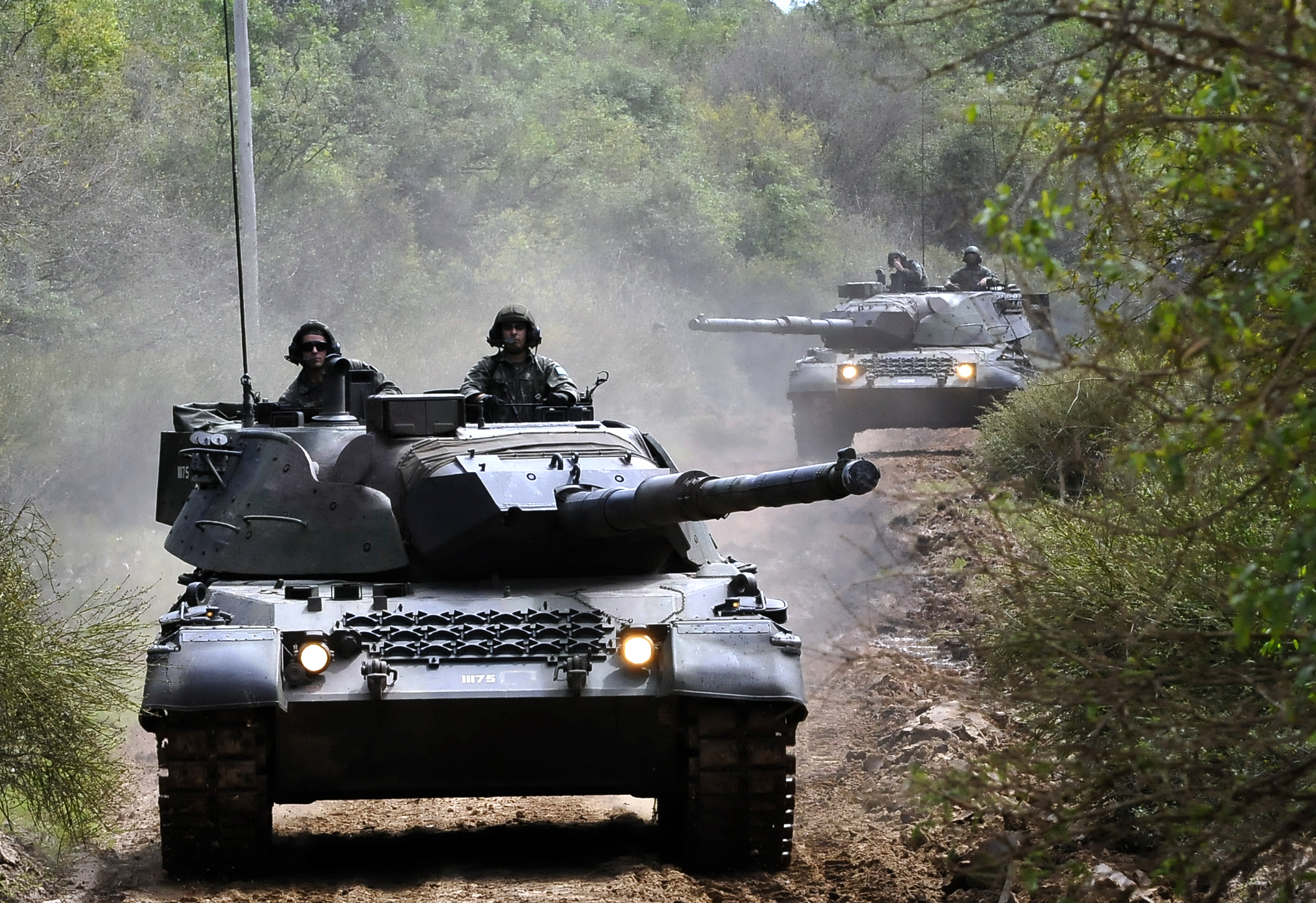
Leopard 1s.

Pansartrupperna är fördelade på fyra stridsvagnsregementen (Regimento de Carros de Combate) och fyra pansarkavalleriregementen (Regimento de Cavalaria Blindado). Stridsvagnsregementena ingår i de båda pansarbrigaderna (5ª Brigada de Cavalaria Blindada och 6ª Brigada de Infantaria Blindada) medan pansarkavalleriregementena ingår i de fyra mekaniserade kavalleribrigaderna (Brigada de Cavalaria Mecanizada). Pansarbrigaderna och tre av de fyra kavalleribrigaderna är koncentrerade till 3:e och 5:e armédivisionerna i militärkommando syd och ansvarar för att försvara gränsen mot Uruguay och Argentina. 4:e mekaniserade kavalleribrigaden tillhör militärkommando väst, också det gränsande till Uruguay.

### Artilleri

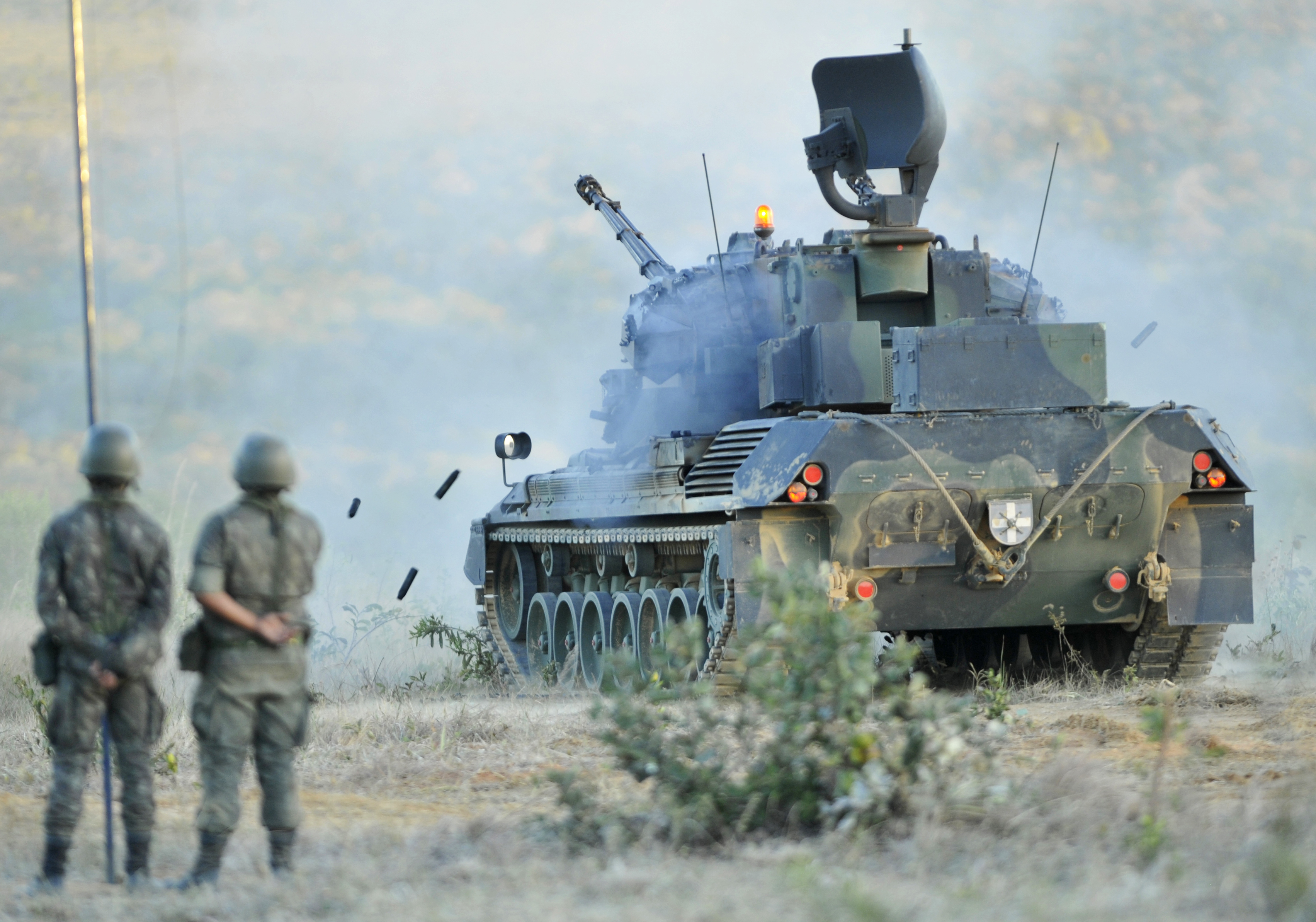
Flakpanzer Gepard

Artilleriet organiseras i ”fältartillerigrupper” (Grupo de Artilharia de Campanha) och ingår organiskt i brigaderna. Armédivisionerna har ”divisionsartilleri” (Artilharia Divisionária) om två eller tre fältartillerigrupper utöver de ingående brigadernas artilleri. I militärkommando syd finns Artillerikommandot (Comando de Artilharia do Exército) som ytterligare förstärkning.

### Ingenjörstrupper
Ingenjörstrupperna är organiserade i ”ingenjörsgrupper” vars storlek varierar från två till fem bataljoner. I en ingenjörsgrupp ingår ingenjörsbataljoner (Batalhão de Engenharia de Construção) och/eller pionjärbataljoner (Batalhão de Engenharia de Combate). De militärkommandon som inte har ingenjörsgrupper har i stället fristående ingenjörs- eller pionjärbataljoner. Några av brigaderna har också organiska pionjärbataljoner.

### Signaltrupper
De flesta brigader har ett sambandskompani som är anpassade efter brigadens uppgift. De mekaniserade brigaderna har mekaniserade sambandskompanier, de luftburna brigaderna har luftburna sambandskompanier etc. Djungelinfanteribrigaderna har sambandsplutoner. Militärkommando syd och militärkommando väst har dessutom varsin sambandsbataljon (3:e respektive 9:e) där den sistnämnda dessutom är specialiserad på elektronisk krigföring.

### Luftvärn
Luftvärnstrupperna är organiserade i fem luftvärnsgrupper som samordnas av luftvärnsbrigaden i Guarujá. Luftvärnsgrupperna ansvarar för luftförsvaret på militärkommandonivå medan luftförsvaret på brigadnivå sköts av luftvärnsbatterier knutna till respektive brigad.

### Armépolis

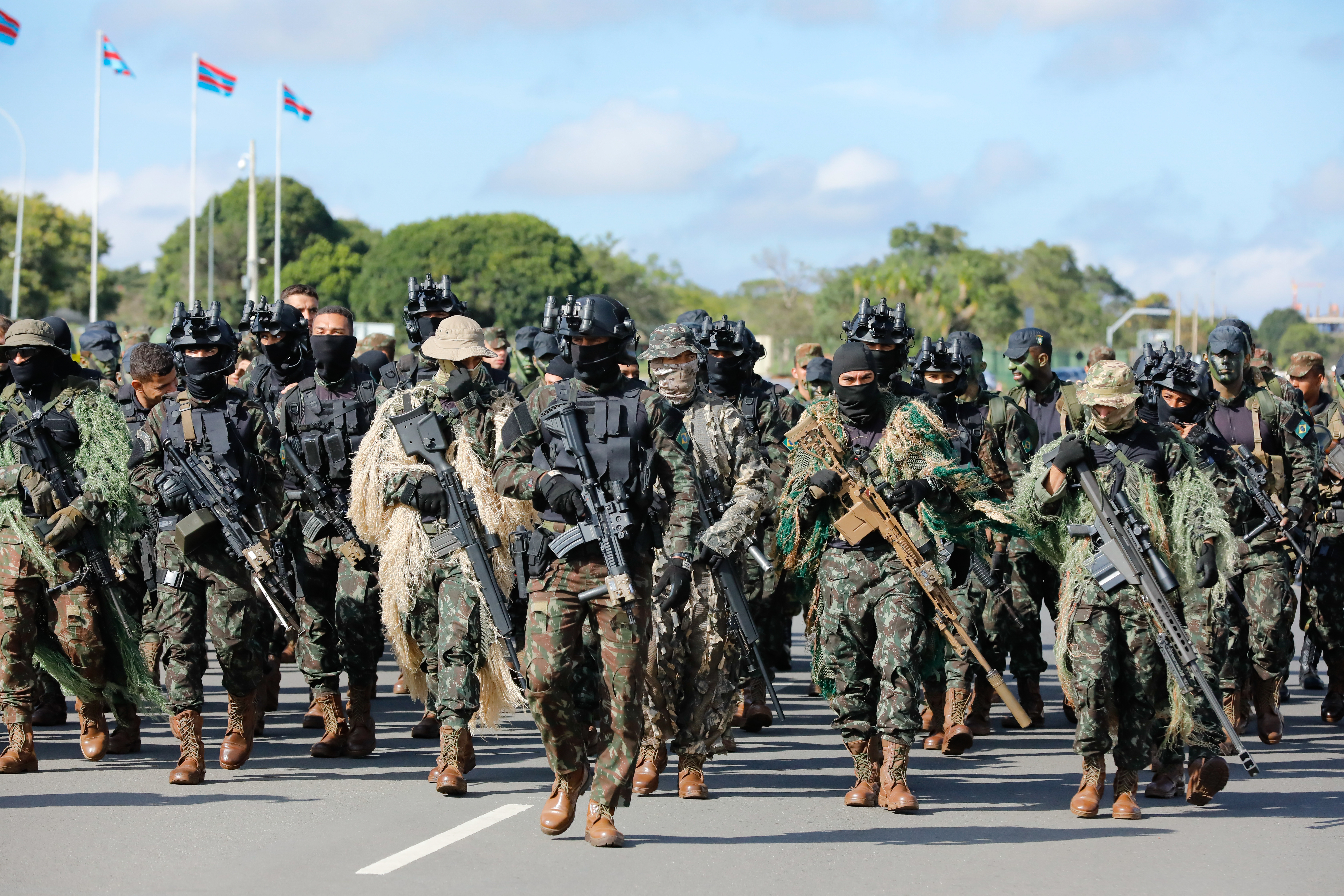
Brasilianska specialstyrkor.

Armépolisen (Polícia do Exército), ej att förväxla med ”militärpolisen” (Polícia Militar) som är en paramilitär delstatlig polisstyrka utan koppling till Brasiliens försvarsmakt. Armépolisen fyller samma funktion som militärpolisen gör i de flesta andra länder, dvs upprätthåller ordning och utreder brott inom försvarsmakten. Varje Militärkommando har minst ett armépoliskompani, oftast en eller två armépolisbataljoner.

### Arméflyg
Brasiliens arméflyg består av fyra arméflygbataljoner och en underhållsbataljon. 1:a och 2:a arméflygbataljonerna samt underhållsbataljonen ingår i arméflygkommandot i Taubaté i militärkommando sydöst. 4:e arméflygbataljonen i Manaus ingår i militärkommando Amazonas och 3:e arméflygbataljonen i Campo Grande i militärkommando väst. Arméflyget opererar endast transporthelikoptrar. Attackhelikoptrarna tillhör Brasiliens flygvapen och opereras av 1º Esquadrão do 8º Grupo de Aviação.

### Trängtrupper
Trängtrupperna är fördelade på logistikbataljoner (Batalhão Logístico), som tillhör brigaderna, samt försörjningsdepåer (Depósito de Suprimento) och underhållsverkstäder (Parque Regional de Manutenção) som tillhör militärregionerna. Dessutom finns två fristående transportbataljoner (Batalhão de Transporte) och två järnvägsbataljoner (Batalhão Ferroviário)

### Specialförband
Specialoperationskommandot i Goiânia samordnar alla specialoperationer och lyder direkt under Markstridskommandot. 1:a specialbataljonen (1º Batalhão de Forças Especiais) och 1:a kommandobataljonen (1° Batalhão de Ações de Comandos) har liknande uppgifter, men specialbataljonen är mer inriktad på antiterrorism och greillabekämpning medan kommandobataljonen är ett mer utpräglat fjärrspanings- och sabotageförband. Bataljonerna tillhörde tidigare fallskärmsinfanteribrigaden men överfördes 2003 till det då nybildade specialoperationskommandot. Dessutom har specialoperationskommandot enheter för CBRN-krigföring och psykologisk krigföring. Militärkommando Amazonas har därutöver ett eget specialförband i 3:e specialkompaniet (3ª Companhia de Forças Especiais) i Manaus.

## Strategiska snabbinsatsstyrkor
En del förband har särskilt hög beredskap och rörlighet för att ingå i Brasiliens strategiska snabbinsatsstyrkor. Där ingår de tre lätta infanteribrigaderna, fallskärmsinfanteribrigaden, gränsinfanteribrigaden, Specialoperationskommandot, Arméflygkommandot samt 1:a djungelinfanteribrigadens flygburna bataljon.

## Organisation
Brasiliens armé har relativt liten toppstyrning. I stället är ledningen fördelad på de åtta militärkommandona. Varje militärkommando har under sig minst en militärregion som svarar för fredsorganisationen, samt ett antal insatsförband (brigader) och understödsförband (fristående regementen, bataljoner och kompanier). Det finns också fyra armédivisioner. Två av dem (3:e och 5:e) är fullt utbyggda mekaniserade divisioner medan de andra två (1:a och 2:a) utgör en kader för att samla brigader i större stridsgrupper.

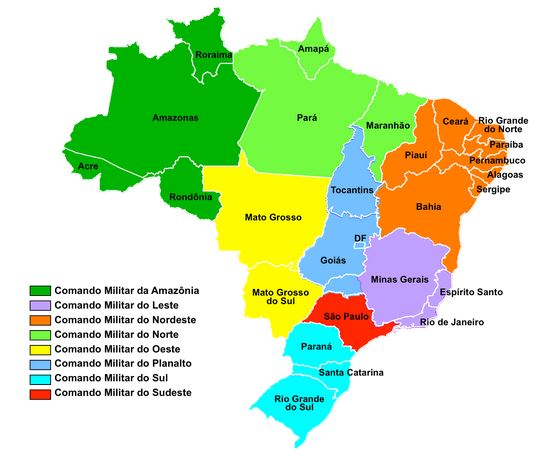
Brasiliens militärkommandon.
Militärkommando Amazonas
Militärkommando Norr
Militärkommando Nordöst
Militärkommando Väst
Militärkommando Centralplatån
Militärkommando Öst
Militärkommando Sydöst
Militärkommando Syd

### Högre kommandon
Arméstaben (Estado-Maior do Exército) – Brasília
 Markstridskommandot (Comando de Operações Terrestres) – Brasília
 Personalavdelningen (Departamento-Geral do Pessoal) – Brasília
 Forsknings- och teknikavdelningen (Departamento de Ciência e Tecnologia do Exército') – Brasília
 Logistikkommandot (Comando Logístico) – Brasília
 Ingenjörs- och konstruktionsavdelningen (Departamento de Engenharia e Construção) – Brasília
 Ekonomi- och finansavdelningen (Secretaria de Economia e Finanças) – Brasília

### Militärkommandon
Militärkommando Amazonas (Comando Militar da Amazônia) – Manaus
 Militärkommando Norr (Comando Militar do Norte) – Belém
 Militärkommando Nordöst (Comando Militar do Nordeste) – Recife
 Militärkommando Väst (Comando Militar do Oeste) – Campo Grande
 Militärkommando Centralplatån (Comando Militar do Planalto) – Brasília
 Militärkommando Öst (Comando Militar do Leste) – Rio de Janeiro
 Militärkommando Sydöst (Comando Militar do Sudeste) – São Paulo
 Militärkommando Syd (Comando Militar do Sul) – Porto Alegre

## Gradbeteckningar
| Officerare | Officerare          | Officerare         | Officerare         | Officerare | Officerare      | Officerare | Officerare | Officerare       | Officerare      | Officerare          |
| ---------- | ------------------- | ------------------ | ------------------ | ---------- | --------------- | ---------- | ---------- | ---------------- | --------------- | ------------------- |
|            |                     |                    |                    |            |                 |            |            |                  |                 |                     |
| Marechal   | General de exército | General de divisão | General de brigada | Coronel    | Tenente-coronel | Major      | Capitão    | Primeiro tenente | Segundo tenente | Aspirante a oficial |
| Marskalk   | Armégeneral         | Divisionsgeneral   | Brigadgeneral      | Överste    | Överstelöjtnant | Major      | Kapten     | Löjtnant         | Fänrik          | Officersaspirant    |

| Underofficerare och Underbefäl | Underofficerare och Underbefäl | Underofficerare och Underbefäl | Underofficerare och Underbefäl | Underofficerare och Underbefäl | Underofficerare och Underbefäl | Underofficerare och Underbefäl | Underofficerare och Underbefäl | Underofficerare och Underbefäl |
| ------------------------------ | ------------------------------ | ------------------------------ | ------------------------------ | ------------------------------ | ------------------------------ | ------------------------------ | ------------------------------ | ------------------------------ |
|                                |                                |                                |                                |                                |                                |                                |                                |                                |
| Subtenente                     | Primeiro-sargento              | Segundo-sargento               | Terceiro-sargento              | Taifeiro-mor                   | Cabo                           | Taifeiro                       | Soldado                        |                                |
| Regementsförvaltare            | Förvaltare                     | Fanjunkare                     | Sergeant                       | Furir                          | Korpral                        | Menig 1kl                      | Menig                          |                                |